# Andreas Winkler (Architekt)
Andreas Winkler (* 1955 in Essen; † Mai 2023) war ein deutscher Architekt, Designer und Fotograf.

## Leben
Nach seinem Architektur- und Designstudium an den Universitäten in Braunschweig, Perugia und Wien eröffnete Winkler ein eigenes Architekturbüro. Für seine Arbeiten wurde er mehrfach ausgezeichnet, unter anderem mit dem iF Design Award und dem red dot design award. Neben seiner Tätigkeit als Architekt gründete er 1993 die Firma PHOS Design, ein Unternehmen zur Umsetzung seiner Entwürfe von funktionalen Edelstahlbeschlägen. Von 1999 bis 2003 war er Professor für Objekt- und Raumdesign an der Fachhochschule Dortmund. 2006 gründete er an der Technischen Universität Darmstadt das Institut für Architektur und Architekturprodukte. Andreas Winkler arbeitete auch als freier Journalist für Publikationen wie Baumeister, Deutsche Bauzeitung und Designreport.

## Ausstellungen
- Pirmasenser Schuhfabriken, 1993 in der Schuhfabrik Neufer
- Havanna, Räume einer Großstadt, 2003 in der Naosgalerie in Karlsruhe
- Phnom Penh, la vie dans la rue, 2009 Naosgalerie
- Patargas Zigarrenproduktion in Havanna, 2010 Naosgalerie
- Atomkraftwerke, 2012 ZKM Karlsruhe

## Publikationen (Auswahl)
- Schuhfabriken. Industriekultur in Pirmasens. (Fotos von Andreas Winkler, Text von Rolf Sachsse), Nelte-Verlag, Wiesbaden 1996, ISBN 3-9803466-4-1
- Havanna. (Fotos von Andreas Winkler, Text von Rolf Sachsse), Kettler Verlag, Bönen 2002, ISBN 3-935019-60-2
- Architekt contra Ladeneinrichter. In: Deutsche Bauzeitung, Jahrgang 1990, Heft 10
- Mekka für Bücherwürmer. Buchhandlung Osthus in Gütersloh. In: Deutsche Bauzeitung, Jahrgang 1992, Heft 6
- Raumbilder – Bildräume. Deutscher Kunstverlag Berlin, ISBN 978-3-422-06902-2
- Strahlende Vergangenheit, Deutsche Atomkraftwerke.  Kehrer Verlag, Heidelberg 2012, ISBN 978-3-86828-306-8
- Oldtimergeschichten – Eine Auto-Biografie – Die neuen Leiden des Jungen W. BoD 2017, ISBN 978-3-7448-7239-3
- Ruhrgebiet – La Ruhr – Fotos aus dem Ruhrgebiet. BoD 2019, ISBN 978-3748117766